# Gouvernement Moro II
 (septembre 2023).
Si vous disposez d'ouvrages ou d'articles de référence ou si vous connaissez des sites web de qualité traitant du thème abordé ici, merci de compléter l'article en donnant les références utiles à sa vérifiabilité et en les liant à la section « Notes et références ».

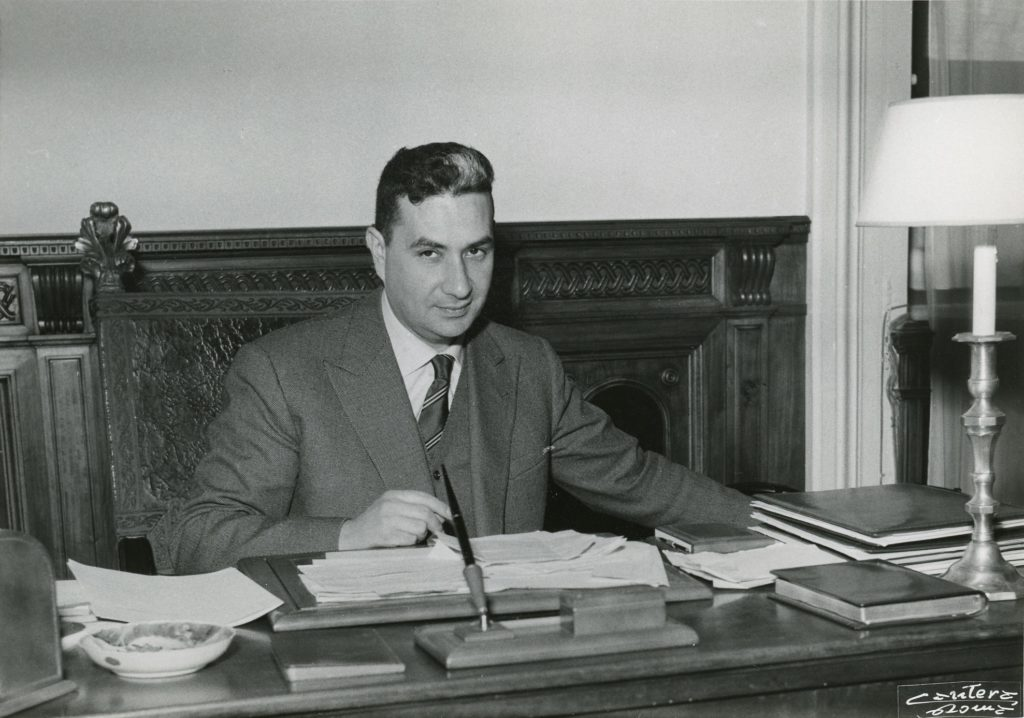
Aldo Moro (1959)

Le deuxième gouvernement d'Aldo Moro, le vingtième de la République italienne, est entré en fonctions le 22 juillet 1964, succédant au premier gouvernement d'Aldo Moro. Il est resté en fonctions jusqu'au 23 février 1966, soit un an, sept mois et un jour. Il a été remplacé par troisième gouvernement d'Aldo Moro.
Formé à l’issue d’une longue crise qui dure depuis le 26 juin, il conserve le même programme que le gouvernement précédent, sous la pression du plan Solo.

## Composition
- Président du Conseil des ministres, M. Aldo Moro
- Vice-Président du Conseil des ministres, M. Pietro Nenni

### Ministres sans portefeuille
- Interventions extraordinaires pour le Mezzogiorno et dans les Zones en crise du Centre-Nord, MM. Attilio Piccioni et Giulio Pastore
- Rapports entre le Gouvernement et le Parlement, M. Giovanni Battista Scaglia
- Recherche scientifique, M. Claudio Arnaudi
- Réforme de l'administration publique, M. Luigi Preti

### Ministres
- Ministre des Affaires étrangères

M. Giuseppe Saragat (jusqu'au 28.12.1964)
M. Aldo Moro (ad intérim ; 28.12.1964 - 05.03.1965)
M. Amintore Fanfani (05.03.1965 - 30.12.1965)
M. Aldo Moro (ad intérim)
- Ministre de l'Intérieur, M. Paolo Emilio Taviani
- Ministre des Grâces et de la Justice, M. Oronzo Reale
- Ministre du Budget, M. Giovanni Pieraccini
- Ministre des Finances, M. Roberto Tremelloni
- Ministre du Trésor, M. Emilio Colombo
- Ministre de la Défense, M. Giulio Andreotti
- Ministre de l'Instruction publique, M. Luigi Gui
- Ministre des Travaux publics, M. Giacomo Mancini
- Ministre de l'Agriculture et des Forêts, M. Mario Ferrari Aggradi
- Ministre des Transports et de l'Aviation civile, M. Angelo Raffaele Jervolino
- Ministre des Postes et Télécommunications, M. Carlo Russo
- Ministre de l'Industrie, du Commerce et de l'Artisanat

M. Giuseppe Medici (jusqu'au 05.03.1965)
M. Edgardo Lami Starnuti
- Ministre de la Santé, M. Luigi Mariotti
- Ministre du Commerce extérieur, M. Bernardo Mattarella
- Ministre de la Marine marchande, M. Giovanni Spagnolli
- Ministre des Participations d'État, M. Giorgio Bo
- Ministre du Travail et de la Prévoyance sociale, M. Umberto Delle Fave
- Ministre du Tourisme et du Spectacle, M. Achille Corona